# Интимак (Жамбильський район)
Интима́к (каз. Ынтымақ) — село у складі Жамбильського району Алматинської області Казахстану. Входить до складу Узинагаського сільського округу.
У радянські часи село називалось «Інтимак».
Населення — 2129 осіб (2021; 1413 у 2009, 1015 у 1999, 846 у 1989).